# Pablo Granoche
Pablo Mariano Granoche Louro (Montevideo, 5 settembre 1983) è un allenatore di calcio ed ex calciatore uruguaiano con cittadinanza italiana, di ruolo attaccante.
Con 98 reti realizzate è il miglior marcatore straniero nella storia della Serie B.

## Biografia
Possiede il passaporto italiano. È soprannominato El diablo  (in lingua italiana il diavolo).
Ha tre figli.

## Carriera

### Club

#### Uruguay e Messico
Comincia la sua carriera in Uruguay nel Tacuarembó e poco dopo si trasferisce al River Plate de Uruguay per il torneo di clausura 2000-2001. Ma la sua esplosione avviene nelle file del Miramar Misiones, dove mette a segno ben 38 gol in 56 presenze e viene notato ed ingaggiato dai messicani del Toluca. Qui però non ha molta fortuna, segna solamente 2 gol e a metà stagione va in prestito al Veracruz dove segna un solo gol. Nella stagione successiva passa al Coatzacoalcos nella Primera División messicana, formazione in cui riesce a sbloccarsi segnando addirittura 23 gol in 27 partite.

#### Triestina e Chievo
L'ottima stagione disputata in Messico attira gli osservatori della Triestina, che nell'estate 2007, con un'offerta di 1.000.000€ riesce ad acquistarlo e portarlo in Italia.
Sin dal suo arrivo in Serie B mantiene un alto rendimento confermando la propria fama di bomber. Alla prima giornata di campionato, il 25 agosto 2007, segna subito, realizzando la rete del pareggio contro il Messina. Il 20 aprile 2008, con la maglia della Triestina, realizza il 1000º gol del Campionato di Serie B 2007-2008. Conclude la sua prima stagione in Italia arrivando secondo nella classifica marcatori, realizzando 24 reti (primo arrivò Denis Godeas con 28 marcature) e affermandosi come protagonista assoluto con i giuliani con 40 presenze complessive. Il 21 agosto 2008 viene acquistato in comproprietà dal Chievo Verona, tuttavia resta in maglia alabardata per tutta la stagione 2008-2009. La sua seconda stagione alla Triestina non è all'altezza della prima: realizza soltanto 7 gol in 24 presenze. Il 4 aprile 2009 segna i suoi ultimi due gol con la maglia alabarda, realizzando una doppietta al Rimini nella vittoria per 4-0.
Nella stagione 2009-2010 gioca con il Chievo in Serie A, facendo il suo esordio il 23 agosto 2009 contro la Juventus (partita persa 1-0). Realizza il suo primo gol in maglia giallo-blu nella sfida in Coppa Italia contro la Fiorentina, terminata (3-2) in favore dei viola. Il 28 febbraio 2010 segna il suo primo gol in Serie A nella partita contro il Cagliari segnando la (rete decisiva). Realizza in quella stagione altri due gol.
Il 24 giugno 2010 il Chievo lo riscatta completamente dalla Triestina. Il 30 novembre 2010 segna una doppietta in Coppa Italia contro il Novara contribuendo al passaggio del turno della sua squadra.
Nella stagione 2010-2011 segna soltanto 1 gol, contro la Roma, in 18 presenze complessive (4 dicembre 2010).

#### I prestiti a Novara, Varese e Padova
Il 15 luglio 2011 viene acquistato dal Novara, in prestito con opzione di riscatto della metà del cartellino. Segna il suo primo e unico gol con i piemontesi nella partita valida per gli ottavi di Coppa Italia contro il Catania con una rovesciata. Il 31 gennaio 2012 passa in prestito al Varese ed esordisce quattro giorni più tardi realizzando una doppietta che deciderà la partita contro l'AlbinoLeffe.
Il 16 luglio 2012 passa al Padova con la formula del prestito con diritto di riscatto dell'intero cartellino. Debutta con i biancoscudati il 25 agosto nella sfida contro la Virtus Lanciano terminata (1-1). Il 27 ottobre segna il suo primo goal in maglia biancoscudata contro il Bari su assist di Diego Farias.
Il 4 gennaio 2013 passa in compartecipazione al Cesena. Ha segnato il suo primo goal nella partita contro il Vicenza nella partita vinta per 3-1 e uno nella partita in trasferta persa per (3-2) contro il Varese. Il 23 marzo segna il goal dello (0-1) contro il Grosseto, nella partita poi vinta dei romagnoli per (1-2) proprio in casa del Grosseto realizzando fino a quel momento il suo quinto goal stagionale, il terzo con la maglia dei bianconeri.
Il 20 giugno 2013 il Chievo Verona annuncia di aver risolto a proprio favore la comproprietà del giocatore, che ritorna dunque a vestire la maglia clivense.

#### Cesena Modena e Spezia
Il 12 luglio seguente, torna in prestito al Cesena, con cui segna soltanto un gol.
Il 31 gennaio 2014 viene ceduto in prestito fino a fine stagione al Modena.
Il primo goal con il Modena arriva contro il Latina su calcio di rigore segnando il secondo dei 4 goal con cui i canarini hanno battuto i laziali. La seconda e la terza rete vengono realizzate ai danni della Reggina allo stadio Granillo di Reggio Calabria. Il 7 aprile a Lanciano, il Modena festeggia i 102 anni di storia anche grazie al quarto goal del "Diablo" che realizza il gol dello 0-3, partita poi finita 1-3.
Nel luglio 2014 passa al Modena a titolo definitivo, con un contratto biennale. Durante la stagione 2014-2015, mette a segno 20 gol, 19 nella stagione regolare che gli permettono di vincere la classifica marcatori, seppur in ex aequo con altri due calciatori ed una ai Play-out, rete del momentaneo vantaggio su rigore, nella partita di ritorno con la Virtus Entella, che poi pareggierá con l'ex Andrea Mazzarani, ma inutilmente perché sarà il Modena a salvarsi, in virtù dei due pareggi e con la miglior classifica nella stagione regolare.
Il 31 agosto 2016 firma un contratto biennale, fino al giugno 2018 con lo Spezia. Nell'agosto 2017 prolunga di un'altra stagione il suo contratto con gli aquilotti fino al giugno 2019.

#### Ritorno a Trieste e Vigasio
Il 31 agosto 2018 ritorna dopo 9 anni alla Triestina, venendo ceduto a titolo definitivo dal club ligure. Segna il suo primo gol alla terza partita il 7 ottobre contro la Virtus Verona (2-0). Vince il titolo marcatori del Girone B con 17 gol. Nei Play-Off per la promozione in Serie B colleziona ulteriori 4 presenze, mettendo a segno 3 reti, l'ultima delle quali nella finale di ritorno persa in casa con il Pisa.
Il 9 agosto 2021 firma per il Vigasio.
Il 26 settembre 2021, alla seconda giornata di campionato realizza i suoi primi gol con la maglia del vigasio, segnando una doppietta nella vittoria 2 a 0 contro la Virtus cornedo.

### Allenatore
Durante la stagione 2021-2022 collabora come consulente per la FC Clivense, club fondato dal suo ex compagno di squadra Sergio Pellissier in seguito alla defezione del Chievo dal professionismo. La stagione seguente viene nominato vice allenatore del club in Eccellenza, affiancando il tecnico Riccardo Allegretti. Al termine della stagione 2023-2024 in Serie D, lascia la carica di vice allenatore dei biancoblu della diga, per dedicarsi ad altre attività sportive.

### Nazionale
Il 26 ottobre 2005 con la nazionale uruguaiana ha giocato una partita amichevole, contro il Messico.

## Statistiche
Tra club e nazionale, Granoche ha totalizzato globalmente 537 presenze segnando 201 reti, alla media di 0,43 gol a partita.

### Presenze e reti nei club
| Stagione                | Squadra                 | Campionato              | Campionato | Campionato | Coppe nazionali | Coppe nazionali | Coppe nazionali | Coppe continentali | Coppe continentali | Coppe continentali | Altre coppe | Altre coppe | Altre coppe | Totale | Totale |
| Stagione                | Squadra                 | Comp                    | Pres       | Reti       | Comp            | Pres            | Reti            | Comp               | Pres               | Reti               | Comp        | Pres        | Reti        | Pres   | Reti   |
| ----------------------- | ----------------------- | ----------------------- | ---------- | ---------- | --------------- | --------------- | --------------- | ------------------ | ------------------ | ------------------ | ----------- | ----------- | ----------- | ------ | ------ |
| 2001                    | Tacuarembó              | PD                      | 1          | 0          | -               | -               | -               | -                  | -                  | -                  | -           | -           | -           | 1      | 0      |
| 2001                    | River Plate             | PD                      | 7          | 0          | -               | -               | -               | -                  | -                  | -                  | -           | -           | -           | 7      | 0      |
| 2002                    | River Plate             | PD                      | 2          | 0          | -               | -               | -               | -                  | -                  | -                  | -           | -           | -           | 2      | 0      |
| Totale River Plate      | Totale River Plate      | Totale River Plate      | 9          | 0          |                 | -               | -               |                    | -                  | -                  |             | -           | -           | 9      | 0      |
| 2003                    | Miramar Misiones        | PD                      | 25         | 12         | -               | -               | -               | -                  | -                  | -                  | -           | -           | -           | 25     | 12     |
| 2004                    | Miramar Misiones        | PD                      | 14         | 10         | -               | -               | -               | -                  | -                  | -                  | -           | -           | -           | 14     | 10     |
| 2005                    | Miramar Misiones        | PD                      | 17         | 16         | -               | -               | -               | -                  | -                  | -                  | -           | -           | -           | 17     | 16     |
| Totale Miramar Misiones | Totale Miramar Misiones | Totale Miramar Misiones | 56         | 38         |                 | -               | -               |                    | -                  | -                  |             | -           | -           | 56     | 38     |
| 2005-2006               | Toluca                  | PD                      | 13         | 2          | -               | -               | -               | -                  | -                  | -                  | -           | -           | -           | 13     | 2      |
| gen.-giu. 2006          | Veracruz                | PD                      | 15         | 1          | -               | -               | -               | -                  | -                  | -                  | -           | -           | -           | 15     | 1      |
| 2006-2007               | Coatzacoalcos           | SD                      | 27         | 27         | -               | -               | -               | -                  | -                  | -                  | -           | -           | -           | 27     | 23     |
| 2007-2008               | Triestina               | B                       | 38         | 24         | CI              | 2               | 0               | -                  | -                  | -                  | -           | -           | -           | 40     | 24     |
| 2008-2009               | Triestina               | B                       | 24         | 7          | CI              | 0               | 0               | -                  | -                  | -                  | -           | -           | -           | 24     | 7      |
| 2009-2010               | Chievo                  | A                       | 30         | 3          | CI              | 3               | 1               | -                  | -                  | -                  | -           | -           | -           | 33     | 4      |
| 2010-2011               | Chievo                  | A                       | 18         | 1          | CI              | 3               | 2               | -                  | -                  | -                  | -           | -           | -           | 21     | 3      |
| Totale Chievo           | Totale Chievo           | Totale Chievo           | 48         | 4          |                 | 6               | 3               |                    | -                  | -                  |             | -           | -           | 54     | 7      |
| 2011-gen. 2012          | Novara                  | A                       | 11         | 0          | CI              | 3               | 1               | -                  | -                  | -                  | -           | -           | -           | 14     | 1      |
| gen.-giu. 2012          | Varese                  | B                       | 16+3       | 6          | CI              | 0               | 0               | -                  | -                  | -                  | -           | -           | -           | 19     | 6      |
| 2012-gen. 2013          | Padova                  | B                       | 19         | 2          | CI              | 2               | 0               | -                  | -                  | -                  | -           | -           | -           | 21     | 2      |
| gen.-giu. 2013          | Cesena                  | B                       | 19         | 4          | CI              | 0               | 0               | -                  | -                  | -                  | -           | -           | -           | 19     | 4      |
| 2013-gen. 2014          | Cesena                  | B                       | 9          | 1          | CI              | 1               | 0               | -                  | -                  | -                  | -           | -           | -           | 10     | 1      |
| Totale Cesena           | Totale Cesena           | Totale Cesena           | 28         | 5          |                 | 1               | 0               |                    | -                  | -                  |             | -           | -           | 29     | 5      |
| gen.-giu. 2014          | Modena                  | B                       | 19+2       | 10         | CI              | 0               | 0               | -                  | -                  | -                  | -           | -           | -           | 21     | 10     |
| 2014-2015               | Modena                  | B                       | 41+2       | 19+1       | CI              | 2               | 2               | -                  | -                  | -                  | -           | -           | -           | 45     | 22     |
| 2015-2016               | Modena                  | B                       | 23         | 6          | CI              | 2               | 3               | -                  | -                  | -                  | -           | -           | -           | 25     | 9      |
| Totale Modena           | Totale Modena           | Totale Modena           | 83+4       | 35+1       |                 | 4               | 5               |                    | -                  | -                  |             | -           | -           | 91     | 41     |
| 2016-2017               | Spezia                  | B                       | 34+1       | 12         | CI              | 1               | 0               | -                  | -                  | -                  | -           | -           | -           | 36     | 12     |
| 2017-2018               | Spezia                  | B                       | 38         | 6          | CI              | 2               | 0               | -                  | -                  | -                  | -           | -           | -           | 40     | 6      |
| Totale Spezia           | Totale Spezia           | Totale Spezia           | 72+1       | 18         |                 | 3               | 0               |                    | -                  | -                  |             | -           | -           | 76     | 18     |
| 2018-2019               | Triestina               | C                       | 30+4       | 17+3       | CI+CI-C         | 0               | 0               | -                  | -                  | -                  | -           | -           | -           | 34     | 20     |
| 2019-2020               | Triestina               | C                       | 27         | 8          | CI+CI-C         | 2+2             | 2+0             | -                  | -                  | -                  | -           | -           | -           | 31     | 10     |
| 2020-2021               | Triestina               | C                       | 28+1       | 2          | CI              | 2               | 0               | -                  | -                  | -                  | -           | -           | -           | 31     | 2      |
| Totale Triestina        | Totale Triestina        | Totale Triestina        | 148+4      | 58+4       |                 | 8+0             | 2               |                    | -                  | -                  |             | -           | -           | 160    | 64     |
| Totale Carriera         | Totale Carriera         | Totale Carriera         | 532+12     | 190+4      |                 | 29              | 10              |                    | -                  | -                  |             | -           | -           | 573    | 204    |

### Cronologia presenze e reti in nazionale
| Cronologia completa delle presenze e delle reti in nazionale ― Uruguay | Cronologia completa delle presenze e delle reti in nazionale ― Uruguay | Cronologia completa delle presenze e delle reti in nazionale ― Uruguay | Cronologia completa delle presenze e delle reti in nazionale ― Uruguay | Cronologia completa delle presenze e delle reti in nazionale ― Uruguay | Cronologia completa delle presenze e delle reti in nazionale ― Uruguay | Cronologia completa delle presenze e delle reti in nazionale ― Uruguay | Cronologia completa delle presenze e delle reti in nazionale ― Uruguay |
| Data                                                                   | Città                                                                  | In casa                                                                | Risultato                                                              | Ospiti                                                                 | Competizione                                                           | Reti                                                                   | Note                                                                   |
| ---------------------------------------------------------------------- | ---------------------------------------------------------------------- | ---------------------------------------------------------------------- | ---------------------------------------------------------------------- | ---------------------------------------------------------------------- | ---------------------------------------------------------------------- | ---------------------------------------------------------------------- | ---------------------------------------------------------------------- |
| 27-10-2005                                                             | Guadalajara                                                            | Messico                                                                | 3 – 1                                                                  | Uruguay                                                                | Amichevole                                                             | -                                                                      | 57’ 90’                                                                |
| Totale                                                                 |                                                                        | Presenze                                                               | 1                                                                      |                                                                        | Reti                                                                   | 0                                                                      |                                                                        |

## Palmarès

### Club
- Campionato messicano: 1 

Toluca: Apertura 2005

### Individuale
- Capocannoniere della Primera División Uruguaya: 1

2005 (16 gol)
- Capocannoniere della Serie B: 1

2014-2015 (19 gol)
- Capocannoniere del Girone B della Serie C: 1

2018–2019 (17 gol)